# Gliese 745
Gliese 745 is een tweevoudige ster met een spectraalklasse van M2.0V en M2.V. De ster bevindt zich 28,8 lichtjaar van de zon.